# Iákovos Nafpliótis

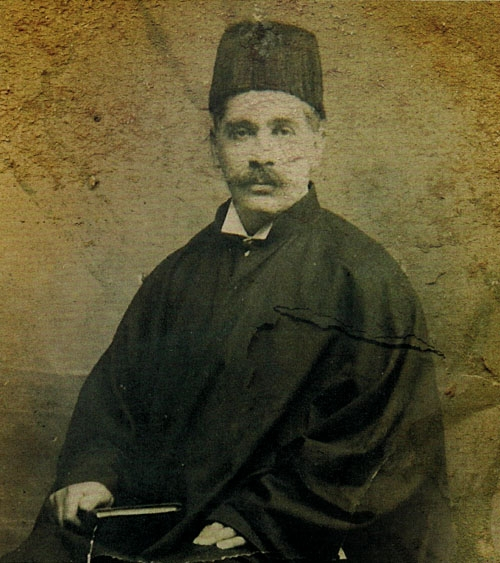
Iákovos Nafpliótis

Iákovos Nafpliótis (em grego koiné: Ἰάκωβος Ναυπλιώτης, transl.: Iákōbos Naupliṓtēs; em grego:  Ιάκωβος Ναυπλιώτης; Naxos, 1864 - Atenas, 5 de dezembro de 1942) foi um músico greco-otomano, Arconte Protopsaltes da Grande Igreja de Cristo de 1911 a 1939. Foi um dos principais responsáveis pelo restauro do canto patriarcal em seu caráter arcaico.

## Biografia
Iákovos Nafpliótis nasceu em Naxos em 1864, mudando-se ainda criança para Constantinopla. Por sua voz, destacou-se ainda na infância, sendo contratado em 1878 para ser Primeiro Canonarca da Catedral de São Jorge. Progrediu, dentro da Catedral, pela hierarquia do canto, tornando-se Segundo Doméstico em 1881, Primeiro Doméstico em 1888, e Arconte Lampadário da Grande Igreja de Cristo em 1905, até em 1911 tornar-se Arconte Protopsaltes, oficiado pelo Patriarca Joaquim III de Constantinopla. Durante este período, ensinou música bizantina. Durante seu período enquanto Segundo Doméstico, estudou sob o lampadário Nikoláos Daniilídis, que o iniciou na obra de Pedro Peloponésio, criando em Nafpliótis um gosto pelo octoeco papádico que marcou sua obra e influenciou o estilo patriarcal durante seu período enquanto cantor e professor, em movimento continuado por seu discípulo e sucessor Konstantínos Príngos. A partir de 1913, foram feitas diversas gravações de Nafpliótis, configurando as mais antigas gravações existentes de toda a música bizantina, todas sem pedal, embora algumas tenham tido um pedal adicionado posteriormente, provavelmente por Príngos. Em determinado momento, Nafpliótis conheceu Simon Karas, observando que ele era um admirador e apoiador da música bizantina, embora não a conhecesse. Apesar da brevidade desta crítica, a importância de ambas as figuras gerou intenso debate sobre a natureza da opinião de Nafpliótis em relação a Karas.
Nafpliótis deixou sua posição na prática em 28 de fevereiro de 1939, e oficialmente em 23 de setembro do mesmo ano, morrendo em Atenas em 5 de dezembro de 1942.